# Seerosengewächse
Die Seerosengewächse (Nymphaeaceae) sind eine Pflanzenfamilie in der Ordnung der Seerosenartigen (Nymphaeales). Mit 58 (bis 75) Arten in fünf Gattungen sind die Nymphaeaceae eine der artenärmeren Familien der Samenpflanzen. Seerosengewächse sind nur außerhalb der polaren Klimazonen und nur in Süßwasser vertreten.

## Beschreibung und Ökologie

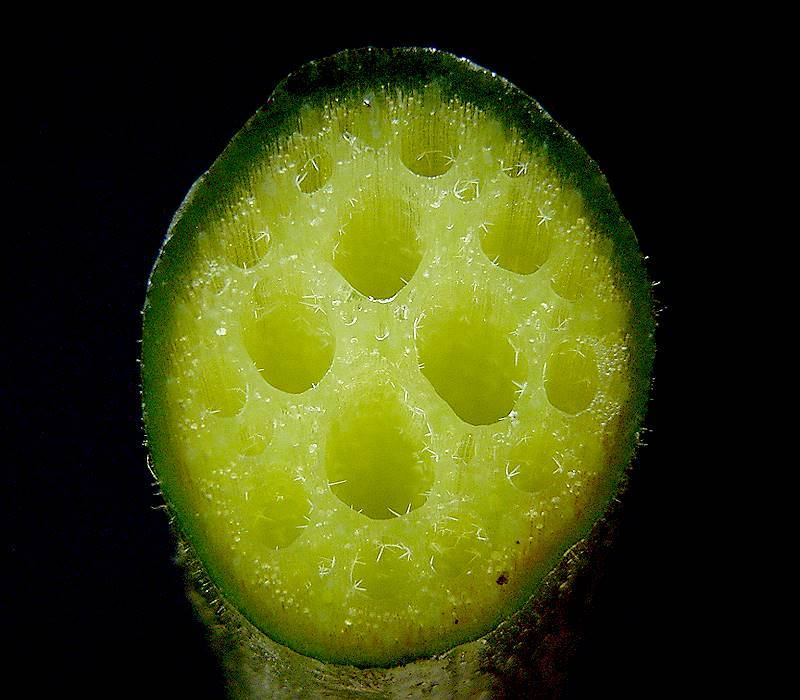
Luftkammern im Blattstiel von Nymphaea, Querschnitt.

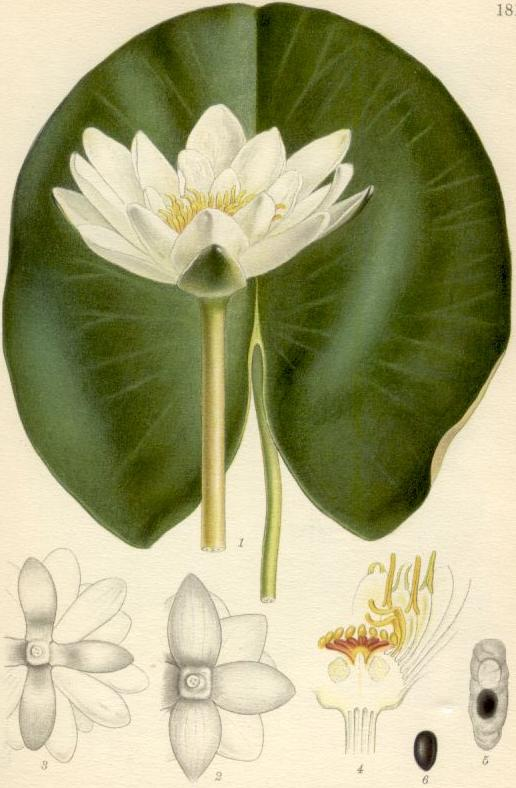
Illustration der Weißen Seerose (Nymphaea alba)

### Erscheinungsbild und Blätter
Die meisten Arten der Familie der Nymphaeaceae sind ausdauernde, selten einjährige, krautige Pflanzen. Es sind alles im Gewässergrund mit adventiven Wurzeln verankerte Wasserpflanzen mit kriechenden oder aufrechten, verzweigten oder unverzweigten Rhizomen, die knollig verdickt sein können, als Überdauerungsorganen, die bei manchen Arten Ausläufer (Stolone) bilden. Die Rhizodermis ist in Lang- und Kurzzellen gegliedert. Ein sekundäres Dickenwachstum findet nicht statt. Sie besitzen zerstreute Leitbündel ohne Kambien und ohne Tracheen. Die Siebröhrenplastiden besitzen keine Proteinkristalloide. In den Pflanzen ist ein Milchsaft vorhanden. Es sind sehr deutliche Luftkammern in den vegetativen Pflanzenteilen vorhanden.
Als Laubblätter können Unterwasser- und Schwimmblätter vorhanden sein. Die wechselständig und spiralig angeordneten Blätter sind einfach und gestielt. Die einfache Blattspreite ist oft herzförmig bis kreisrund, schildförmig (peltat) und netzadrig. Der Blattrand ist glatt oder stachelig-gezähnt. Es können Nebenblätter vorhanden sein.

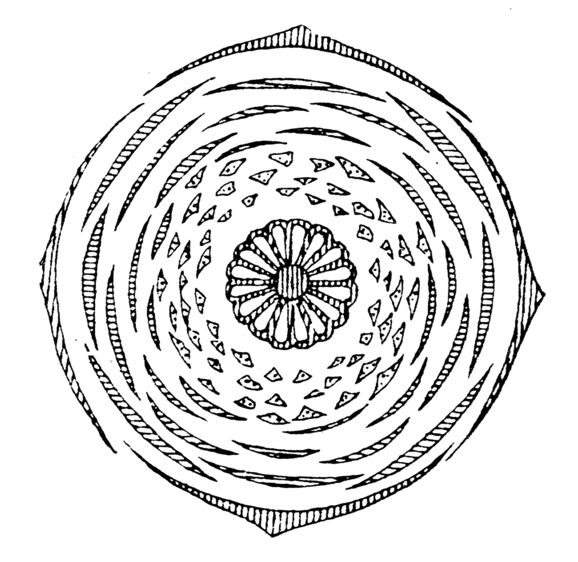
Blütendiagramm von Nymphaea

### Blüten
Die Blüten stehen einzeln, seitenständig auf oft langen Blütenstielen auf oder über dem Wasserspiegel, selten blühen sie unter dem Wasserspiegel. Die großen, zwittrigen, mehr oder weniger radiärsymmetrischen Blüten duften oft. Die Blütenblätter sind teilweise schraubig (azyklisch) angeordnet. Die Blütenhüllblätter können kontinuierlich in Nektarblätter und diese in Staubblätter übergehen. Die Blütenhülle besteht meist aus zwei Kreisen. Die fünf oder 20 bis 50 freien, meist grünen Kelchblätter können kronblattähnlich (Nuphar) sein. Die fünf (Nuphar) oder 15 bis 50 Kronblätter sind gelb oder weiß über rosa- bis purpurfarben und blau; selten fehlen sie. Es sind 40 bis 80 sich zentripetal entwickelnde, spiralig angeordnete, freie Staubblätter vorhanden, davon können 11 bis 20 Staminodien sein (bei Nuphar sind nektarbildende Schuppen). Die Staubfäden sind breit bis schlank. Die Staubbeutel sind tetrasporangiat und ein Konnektiv-Anhängsel kann vorhanden sein. Die fünf bis 35 oberständigen bis halbunterständigen Fruchtblätter (Karpelle) sind teilweise oder vollkommen verwachsen. Es sind zehn bis hundert Samenanlagen je Fruchtblatt vorhanden. Die Narben sitzen direkt, also meist ohne Stempel, kreisförmig auf einem Diskus.
Die Blüten sind je nach Art während des Tages oder der Nacht geöffnet. Die Bestäubung erfolgt durch Insekten (meist Käfer, Entomophilie).

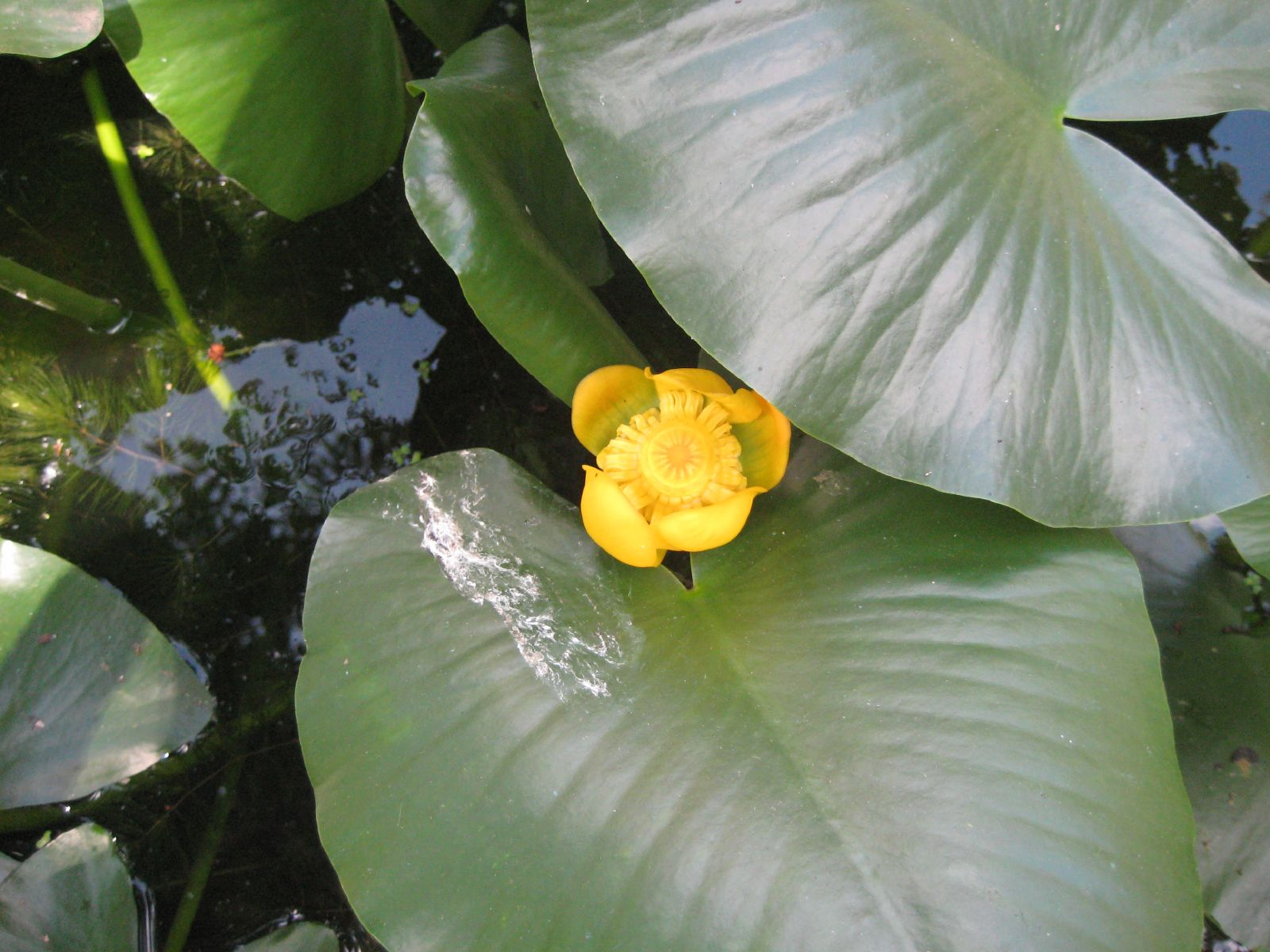
Amerikanische Teichrose (Nuphar advena)

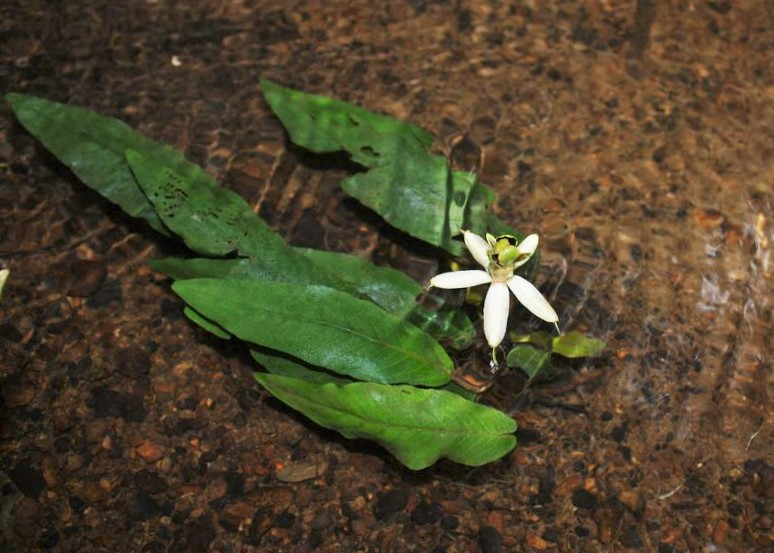
Barclaya longifolia

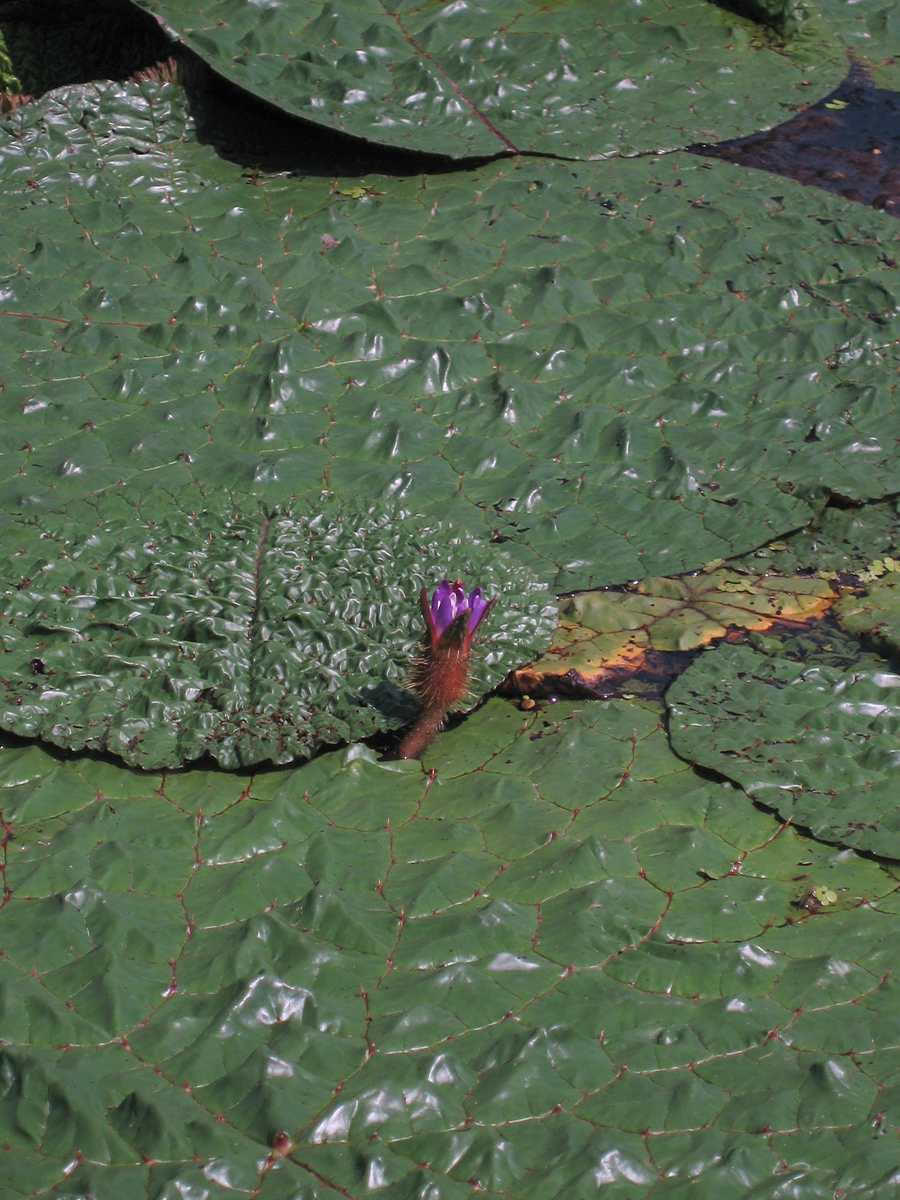
Stachelseerose (Euryale ferox)

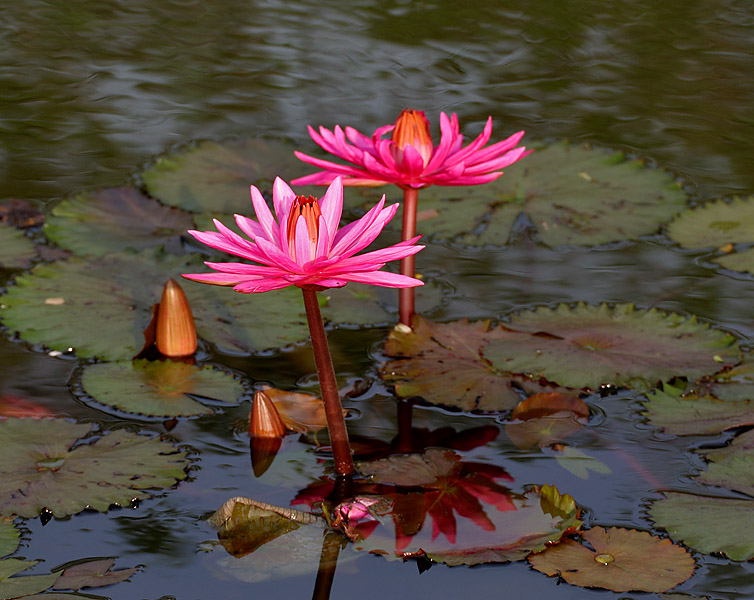
Nymphaea pubescens

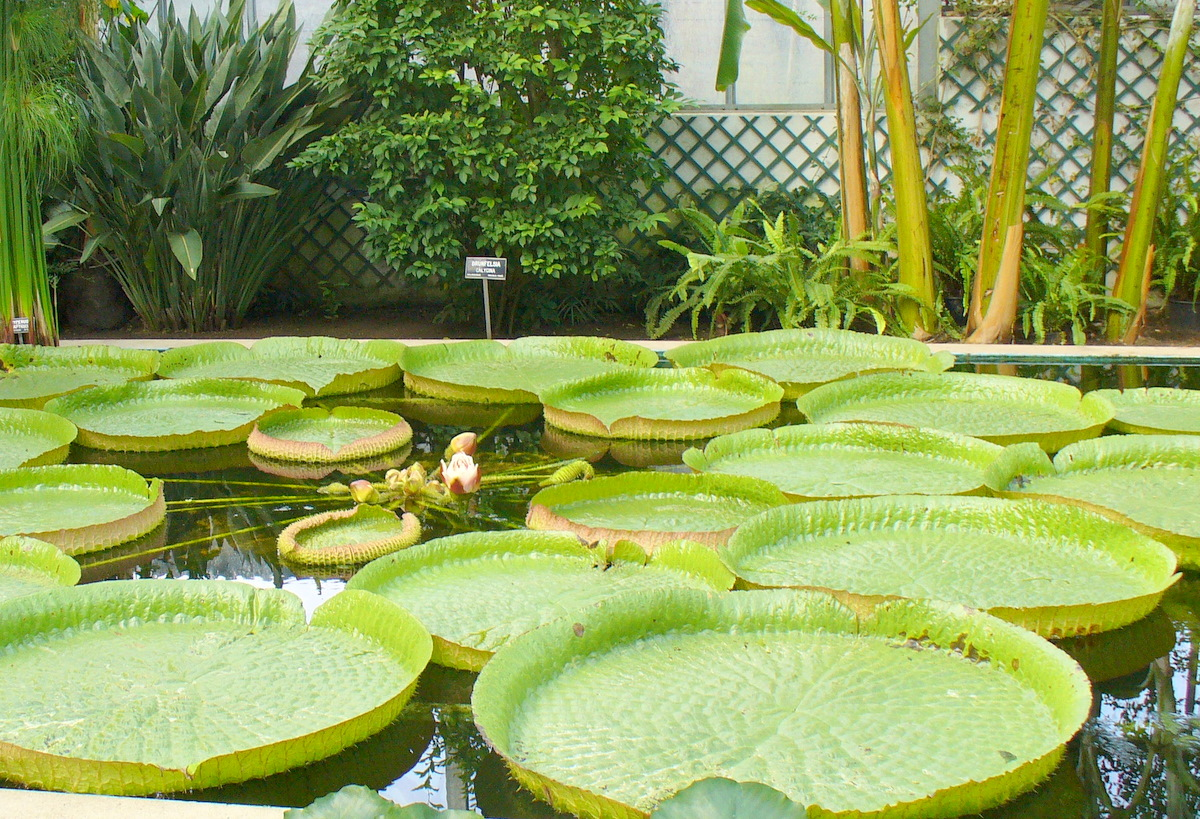
Habitus und die großen Schwimmblätter der Amazonas-Riesenseerose (Victoria amazonica)

### Früchte und Samen
Die oft von den Blütenhüllblättern umgebenen, fleischigen Früchte sind beerenähnlich und enthalten einige bis viele Samen. Die oft in den fleischigen Blütenboden eingebetteten Früchte öffnen sich meist durch Anschwellen des inneren Schleimes. Die Samen besitzen ein kleines Endosperm und meist einen Arillus. Der Embryo ist relativ klein. Die Samen vieler Arten können durch Lufteinschlüsse im Arillus und der Samenwand schwimmen. Es werden zwei fleischige Keimblätter (Kotyledonen) gebildet.

## Systematik
Die Familie der Nymphaeaceae wurde 1805 von Richard Anthony Salisbury in Annals of Botany (König & Sims), Volume 2, Juni 1805, S. 70 veröffentlicht. Die Barclayaceae H.L.Li, Euryalaceae J.Agardh und Nupharaceae A.Kerner waren früher eigenständige Familien, deren Gattungen heute den Nymphaeaceae zugeordnet werden.

### Unterfamilien mit Gattungen
In der Familie Nymphaeaceae gibt es zwei Unterfamilien mit fünf Gattungen und 58 bis 75 Arten:
- Unterfamilie Nupharoideae M. Ito (Syn.: Nupharaceae A.Kerner): Sie enthält nur eine Gattung mit acht bis elf Arten:
  - Teichrosen[2] (Nuphar Sm., Syn.: Nymphozanthus Rich.): Sie enthält zwei Sektionen mit acht bis elf Arten. Sie ist auf der Nordhalbkugel in der Holarktis sowie in direkt angrenzenden subtropischen Gebieten verbreitet.
- Unterfamilie Nymphaeoideae: Sie enthält vier Gattungen mit etwa 48 (bis 60) Arten:
  - Barclaya Wall. (Syn.: Hydrostemma Wall.): Die acht Arten sind in Südostasien verbreitet.
  - Euryale Salisb.: Sie enthält nur eine rezente Art:
    - Stachelseerose[2] (Euryale ferox Salisb.): Sie kommt von Kaschmir bis Assam und China vor.

  - Seerosen[2] (Nymphaea L., Syn.: Castalia Salisb., Leuconymphaea Kuntze): Sie wird in zwei Gruppen, fünf Untergattungen gegliedert und enthält etwa 40 (bis 53) Arten. Die Verbreitung ist fast weltweit.
  - Riesenseerosen[2] (Victoria Lindl.): Die nur drei Arten sind in Südamerika verbreitet.

## Nutzung
Einige Arten, aber besonders Hybriden, dienen als Zierpflanzen in Parks und Gärten. Als Aquarienpflanzen verwendet werden die rote Barclaya longifolia und Barclaya motleyi. Die Blüten von Nymphaea odorata sind wegen der besonders morgens stark duftenden Blüten beliebt.
Bei einigen Arten werden die unterirdischen Pflanzenteile roh oder gegart gegessen oder es wird Stärke daraus gewonnen (Nuphar advena, Nuphar japonicum, Nuphar lutea, Nuphar polysepala, Nuphar pumila, Nymphaea alba, Nymphaea odorata, Nymphaea tetragona, Nymphaea tuberosa). Bei einigen Arten dienen die Samen roh, gegart oder geröstet zu Mehl verarbeitet als Nahrung (Nuphar advena, Nuphar lutea, Nuphar polysepala, Nuphar pumila, Nymphaea alba, Nymphaea odorata, Nymphaea tetragona, Nymphaea tuberosa). Die Blätter von Nuphar lutea, Nuphar pumila und Nymphaea odorata werden gegart oder bei manchen Arten auch roh gegessen. Aus den Blüten von Nuphar lutea und Nuphar pumila wird ein Erfrischungsgetränk hergestellt. Geröstete Samen von Nymphaea alba dienen als Kaffeeersatz. Die Blütenknospen von Nymphaea odorata werden gegart als Gemüse oder eingelegt gegessen.
Die Heilwirkung einiger Arten wurde untersucht.